# Chalinga pratti
Chalinga pratti is een vlinder uit de onderfamilie Limenitidinae van de familie Nymphalidae. De wetenschappelijke naam van de soort is voor het eerst geldig gepubliceerd in 1890 door John Henry Leech als Limenitis pratti.

## Voorkomen
De soort komt voor in China, Korea en Rusland.